# Мъгленорумънски език
Мъгленорумънският (също и мегленорумънски, мъгленски влашки или мъгленитски, самоназвание Vlăheşte, Влъхеще) е източноромански език или диалект, говорен от мъгленорумъните, обитаващи традиционно няколко села в областта Мъглен (на гръцки Моглена) в Егейска Македония, както и от мъгленорумънската диаспора в Румъния и наследниците на мъгленорумъните мюсюлмани в Турция. Мъгленорумънският е смятан за застрашен език.

## Класификация
Мъгленорумънският е част от групата на източнороманските езици, спадащи към италийския клон на индоевропейските езици. Понякога мъгленорумънският е смятан диалект на румънския. Някои лингвисти го смятат за преходен между румънски и арумънски. Мъгленорумънският е по-близък до румънския, отколкото арумънския, което показва, че се е откъснал от проторумънския по-късно от арумънския. Мъгленорумънският е повлиян силно от българския.

## Название
Мъгленорумънски (мегленорумънски) е термин, използван от езиковедите. Самоназванието на мъгленорумъните е власи и съответно наричат езика си влашки (влахеще). На гръцки езикът е наричан влахомъгленски (βλαχομογλενίτικα, влахомогленитика) или само мъгленски (μογλενίτικα, могленитика).

## География
Мъгленорумънският се говори в няколко села в областта Мъглен в Гърция - Бериславци (Периклия), Лугунци (Лангадия), Нъте (Нотия) и Ошин (Архангелос) от дем Мъглен и Люмница (Скра), Купа и Църна река от дем Пеония. Село Баровица (Кастанери) от дем Пеония също е имало мъгленорумънско население, но в началото на XX век се е българизирало напълно.
В Северна Македония мъгленорумънско е единствено село Хума. Мъгленовлашко население са имали и селата Конско и Серменин, които обаче са българизирани.
Според Астерьос Кукудис бивши мъгленорумънски села са и Радня и Негорци в Северна Македония и Крива (Грива) в Гърция.
При попадането на Мъглен в Гърция в 1912 година значителна част от мъгленорумънското население с румънско национално съзнание емигрира в Румъния. Компактна маса мъгленорумъни се заселва в село Черна в Северна Добруджа, където около 1200 души продължават да говорят мъгленорумънски. В 1940 година около 30 семейства се местят от Черна в Банат в селата Варяш, Билед и Джимбол (Жимболия).
В началото на XX век мъгленорумънското село Нъте е мюсюлманско и в 20-те години населението му се изселва в Турция.

## Фонетика
Мъгленорумънският има някои уникални фонетични характеристики, които не съществуват в останалите източноромански езици:
1. дълги гласни: ā, ē, ī, ō, ū
2. ă, â → o, a: câmp → comp (поле), mânc → mānc (ям)
3. неудареното начално а изчезва: adaug → daug (добавям), afară → fară (вън), aduc → duc (нося)

## Лексика
Голяма част от речниковия запас на мъгленорумънския има латински произход и фонетиката и семантиката му е сходна с тези на арумънския и румънския:
- basilica > мр. bisearică, рум. biserică (църква, първоначално базилика)
- lumen > мр. lumi, рум. lume (свят, първоначално светлина)
- monumentum > мр. murmint, рум. mormânt (гроб, първоначално паметник)
- strigis > мр. strig, рум. strig (викам, първоначално бухал)
- draco > мр. drac, рум. drac (дявол, първоначално дракон)

Мъгленорумънският има и някои стари илирийски думи, които имат когнати в албански:
- мр. brad; рум. brad; ср. алб. bredh (ела)
- мр. monz; рум. mânz; ср. алб. mës (жребец)
- мр. bucuros; рум. bucuros; (щастлив) ср. алб. bukurë (красив)

Има и думи, които са със стар славянски произход, повечето от които могат да се открият във всички източноромански езици:
- мр. trup; рум. trup (тяло); ср. бълг. труп
- мр. stăpon; рум. stăpân (господар); ср. бълг. стопанин

В речника на мъгленорумънския има и някои византийски и новогръцки думи, част от които се откриват също и в румънски и арумънски и около 80 думи, заети през български и другите балкански езици. Преди създаването на гръцката държава, мъгленорумънският заема много малко думи директно от гръцки:
- гр. πρόσφατος > мр. proaspit; рум. proaspăt; (скорошен)
- гр. κεραμίδι > мр. chirămidă; рум. cărămidă (тухла)
- гр. λεμόνι > мр. limonă, през бълг. лимон (лимон); ср. рум. lămâie

Най-важното чуждо влияние върху мъгленорумънския е от българския език, като то е по-мащабно и силно, отколкото това на гръцкия върху арумънския. Лингвистът Теодор Капидан смята, че заемките от български показват родопски фонетични черти. Има много случаи, в които основни думи от латински произход, които са запазени в румънски и арумънски, в мъгленорумънски са заместени от български. В някои случаи румънският независимо е заел същата дума:
- бълг. дроб > мр. drob; рум. drob
- бълг. невяста > мр. niveastă; рум. nevastă
- бълг. гора > мр. goră